# Tom Krause

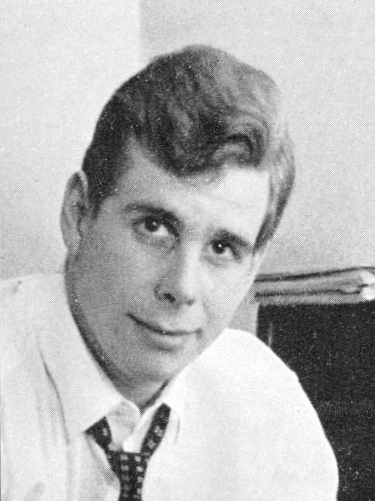
Tom Krause.

Tom Krause (5 de julho de 1934 — 6 de dezembro de 2013) é um barítono finlandês associado com papéis de Mozart.
Krause nasceu em Helsinki, ele, primeiramente estudou medicina, enquanto cantava e tocava guitarra em uma banda de jazz. Seu talento vocal levou-o a deixar seus estudou de medicina para estudar seriamente voz na Academia de Música de Viena, onde ele foi aluno de Margot Skoda, Sergio Nazor e Rudol Bautz. Ele fez sua estréia operística em Barlim, como Escamillo em 1959 na ópera Carmen (Bizet), e rapidamente ganhou uma reputação em óperas e concertos na Alemanha e Escandinávia. 
Ele trabalhou na Ópera Estatal de Hamburgo, onde ele cantou em óperas de Mozart, Verdi e Wagner. Ele começou a fazer aparições em Munique, Bruxélas e Amsterdã e fez sua estréia no Festival de Bayreuth em 1962. Sua estréia no Reino Unido aconteceu em 1963 no Festival de Glyndebourne, como Count em Capriccio. Sua estréia nos Estados Unidos aconteceu em 1967 no Metropolitan Opera, como Conde em Le Nozze di Figaro (Mozart). A partir de 1968 ele apareceu regularmente no Festival de Salzburgo. No ano de 1973 ele fez sua estréia na Ópera de Paris, no Royal Opera House e no Teatro La Scala. Em 1967 ele executou a estréia de Der Goldene Brock de Křenek e Hamlet de Searle.
Nesse período seu repertório incluída papéis de barítono de óperas como L'elisir d'amore, Don Pasquale, Rigoletto, La traviata, Fidelio, Tannhäuser, Tristan und Isolde, La bohème, Andrea Chérnier, Faust, Carmen, etc.